# ۱۰۹۰ (قمری)
۱۰۹۰ (قمری)، هزار و نودمین سال در گاهشماری هجری قمری است. اول محرم این سال برابر با دوازدهم فوریه سال ۱۶۷۹ میلادی است.

## درگذشتگان
- محمدباقر محقق سبزواری  ، شیخ‌الاسلام و امام جمعه اصفهان در دوران صفوی

## وابسته
- ملا محسن فیض کاشانی